# Headin' South
Pour plus de détails, voir Fiche technique et Distribution.
Headin' South est un film muet américain réalisé par Allan Dwan et Arthur Rosson, sorti en 1918.

## Fiche technique
- Titre : Headin' South
- Réalisation : Allan Dwan, Arthur Rosson
- Assistant réalisateur : James P. Hogan
- Scénario : Allan Dwan
- Chef opérateur : Connie De Roo, Glen MacWilliams, Hugh McClung, Len Powers, Harris Thorpe, Charles Warrington
- Décors : Billy Emerson
- Production : Douglas Fairbanks pour Paramount Pictures
- Genre : Comédie
- Durée : 50 minutes
- Date de sortie :
  - États-Unis : 25 février 1918

## Distribution
- Douglas Fairbanks : Headin' South
- Frank Campeau : Spanish Joe
- Katherine MacDonald : la jeune fille
- James Mason : son aide
- Johnny Judd
- Tom Grimes
- Art Acord
- Hoot Gibson
- Edward Burns
- Jack Holt
- Marjorie Daw
- Bob Emmons
- Alice H. Smith